# Anou Ifflis
Pour les articles homonymes, voir Anou.

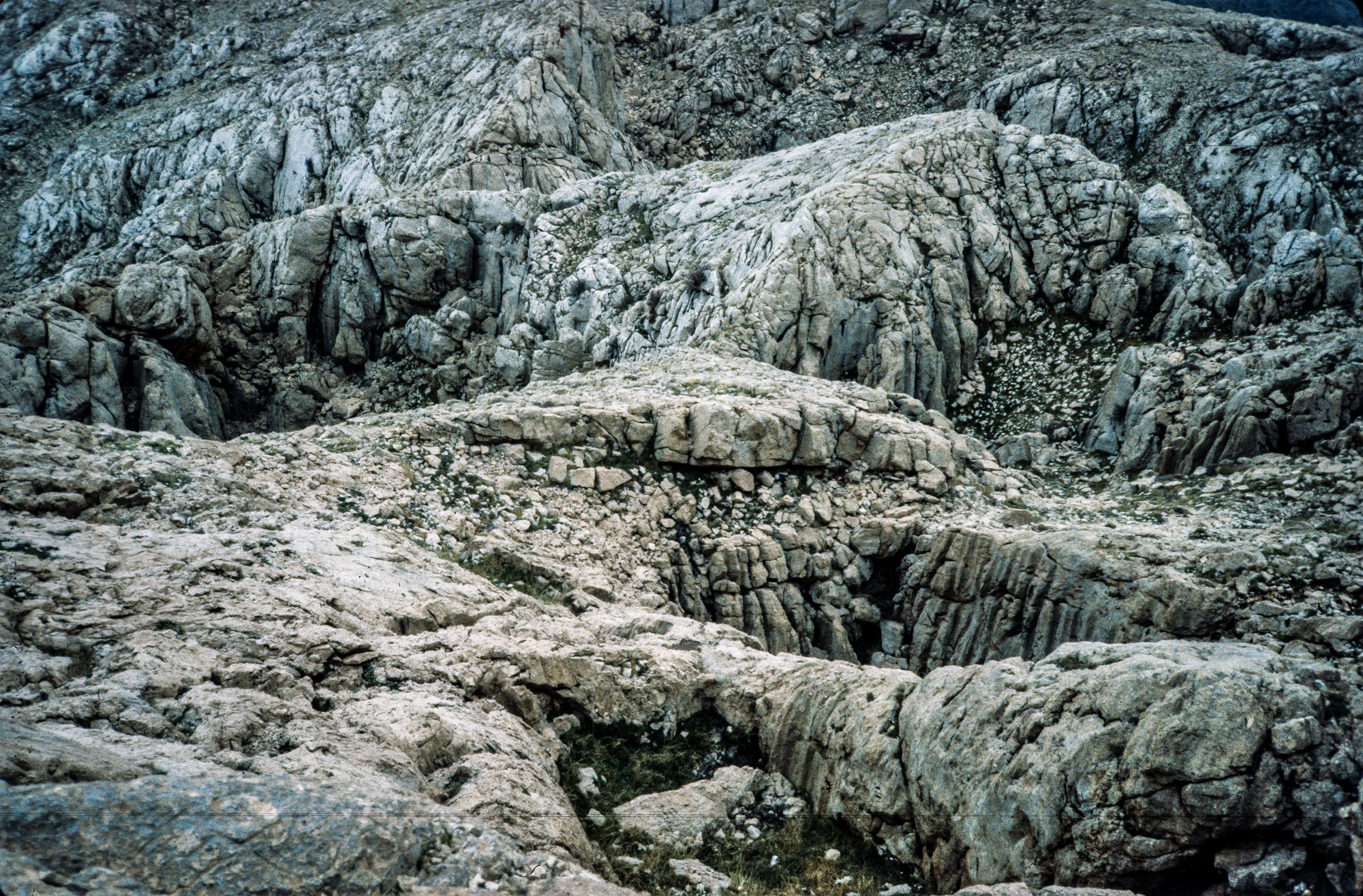
Lapiaz et puits à neige du Ras Timédouine à proximité du lieu où s'ouvre l'anou Ifflis (gouffre du Léopard Djurdjura, Algérie), vers 2200 m d'altitude. Photo Luc-Henri Fage, été 1983.

Anou Ifflis ou parfois gouffre Anou Ifflis ou encore Anu n'Iffis (traduit par Gouffre du Léopard en français), est un gouffre située dans la wilaya de Bouira, dans la partie nord du massif du Djurdjura en Algérie. En 2024, il est encore le plus profond gouffre d'Afrique avec ses 1 170 mètres de dénivelé.

## Contexte géologique
L' Anou Ifflis, ainsi que l'Anou Boussouil (-805 m) voisin, sont des regards sur la zone de transfert vertical des eaux souterraines du massif.

## Localisation
L'entrée de l'Anou Ifflis (alias D3), se trouve en bordure de la grande dépression de Ras Timédouine, orientée est-ouest, sous les crêtes de l'Akouker.

## Exploration
L’Association spéléologique de Montreuil atteint -87 m en 1980 et -300 mètres en 1981. Le gouffre est exploré à Pâques 1983 par une expédition inter-clubs vauclusienne, Couscous 83,  jusqu'à la profondeur de -753 m. Couscous 83 s'ouvre aux spéléos parisiens et algériens durant l'été 1983 et atteint la profondeur de 975 mètres,devant ce qui est supposé être un siphon. L’Espeleo Club Gràcia (Barcelone), en 1985, poursuit l'exploration et s'arrête à -1 007 mètres dans un grand puits. En 1986 des spéléologues de Liège portent la profondeur à 1 159 mètres,.

## Description
L'entrée s'ouvre à la cote 2 150 m par un passage étroit et vertical entre les blocs. Après une désescalade de quelques mètres on atteint le sommet d'un premier passage étroit à forte pente (« Le Toboggan »).
Les premiers mètres de la cavité sont difficiles et encouragent même à faire... demi-tour. Au bas d'un puits de 90 mètres de profondeur (P90), l'ambiance devient différente, une grande salle d'effondrement offre plusieurs possibilités de progression.
Ce gouffre est à caractère composite, c'est-à-dire qu'il conjugue des formes de creusement différentes selon la profondeur. De 0 à -210 m, la cavité s'apparente à un gouffre tectonique inactif (sans écoulement pérenne) légèrement retouché par des écoulements, présentant des étroitures, des puits et des failles.
Le P90 (cf. supra) est en réalité un grand vide interne dû à la décompression du massif et exploité simultanément par la dissolution et les effondrements. De -210 m à -975 m, se rencontrent successivement :
- Une galerie en méandre longue de 300 m (de -210 m à -300 m), généralement bien calibrée et agrémentée de quelques crans verticaux. Un ruisseau provenant des rivières de la crête de L'Akouker rejoint le cheminement.
- Une succession de puits failles de grandes dimensions de -300 m à -800 m, dans lesquels cascade le ruisseau. La  morphologie des puits est étroitement liée à la forte détente du massif.

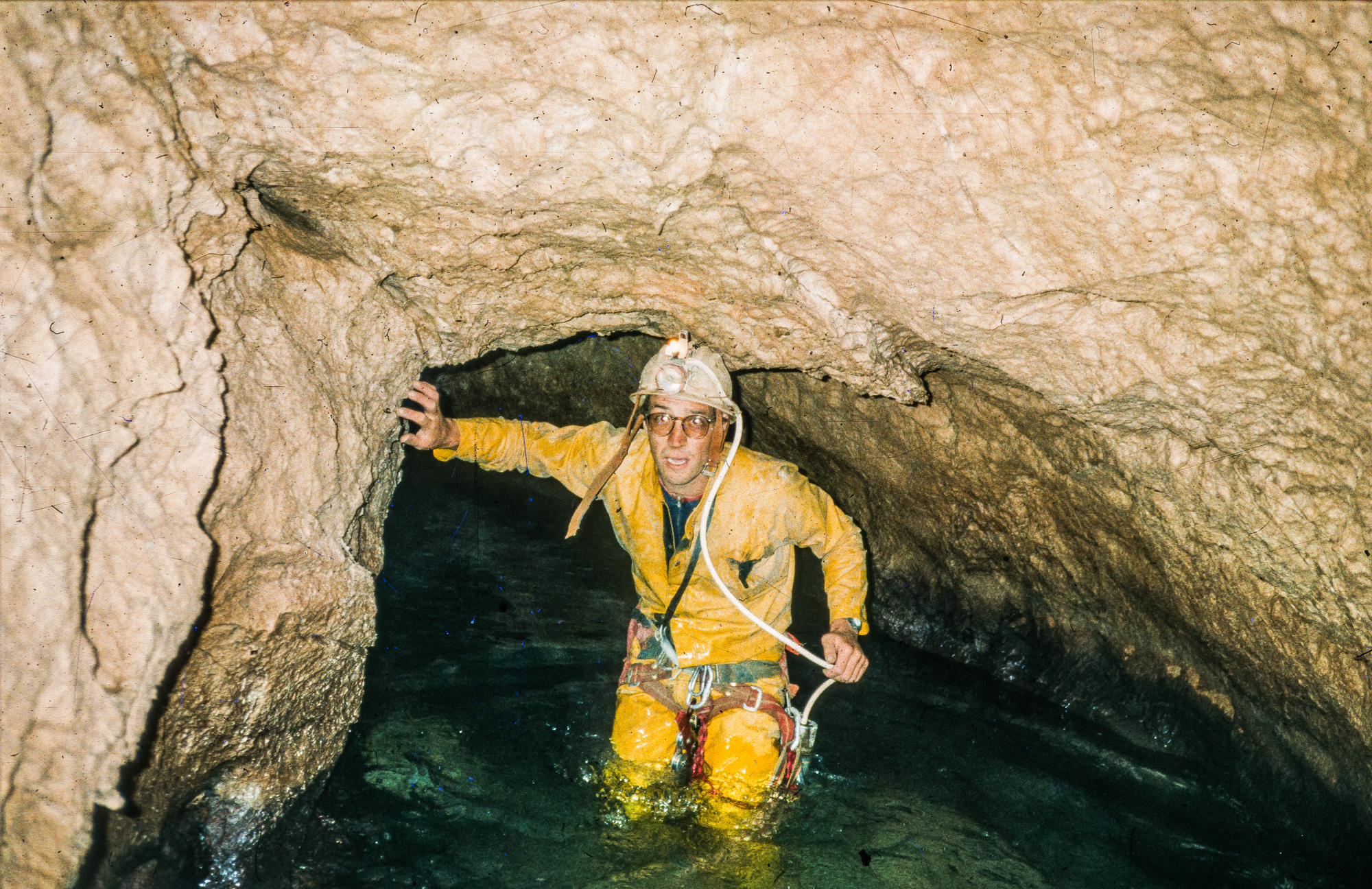
Dans la rivière souterraine Emria du gouffre du Léopard (Anou Ifflis, Djurdjura, Algérie), vers la cote -950 m. Autoportrait Luc-Henri Fage, août 1983.

- Un collecteur apparait vers -920 m. Le ruisseau  de -210 m rencontre ici un écoulement important de l'ordre de 10 litres par seconde à l'étiage qui circule dans un conduit cascadant.
- Un tronçon en méandre, fait alterner bassins profonds, marmites et ressauts.

Enfin, après un P134 et un P32, le cheminement se termine sur un siphon à -1 159 m.

### Les remplissages du gouffre
Tout au long du cheminement se rencontrent divers types de remplissage sédimentaires et de concrétions
- Coulées stalagmitiques fortement érodées (méandre de -250 m)
- Taches d'argile de type peau du léopard sur l'ensemble des parois entre -180 m et -530 m ; elles ont inspiré le nom du gouffre.
- Abondants dépôts de galets et de sables dans le méandre de -250 m).

Ces indices indiquent des phases d'écoulements majeurs (érosion mécanique notable) et des mises en charge indiscutables (taches d'argile).